# Jeanne d'Arc Jutras
Jeanne d'Arc Jutras, född 14 februari 1927 i Sainte-Brigitte-des-Saults i Québec, död 7 juni 1992 i Montréal, var en kanadensisk journalist, författare, feminist och HBTQ-aktivist. Hon räknas till pionjärerna inom HBTQ-rörelsen.

## Biografi
Jeanne d'Arc Jutras föddes 1927 i Sainte-Brigitte-des-Saults i östra Kanada. Efter grundskola studerade hon på en yrkeshögskola och arbetade senare som bland annat snickare och försäljare. År 1970 engagerade hon sig i medborgarrättsrörelsen och skrev artiklar för tidningarna Le Devoir, La Presse, Le Journal de Montréal, Montréal-Matin och Madame. Jutras skrev därtill för Ça s'attrape!! och Le Berdache. I sina artiklar och krönikor försvarade hon lesbiskas rättigheter. 
Jutras var medlem av Association pour les droits des gai(e)s du Québec, en organisation som försvarade homosexuellas rättigheter. Den 21 oktober 1977 företog polisen en razzia mot gaybarerna Truxx och Le Mystique i centrala Montréal; Jutras ledde därpå protestdemonstrationen mot detta, enligt henne felaktiga, polisingripande. Polisen grep, enligt uppgift, 144 män; samkönade relationer mellan personer under 21 år var vid denna tid förbjudna. Senare samma år, den 19 december 1977, antog provinsen Québec en lag som förbjöd diskriminering på grund av sexuell läggning.
Jeanne d'Arc Jutras avled 1992 i sviterna av cancer.